# Zouzou (film, 2014)
Pour les articles homonymes, voir Zouzou.
Pour plus de détails, voir Fiche technique et Distribution.
Zouzou est une comédie française, réalisée par Blandine Lenoir, sortie en 2014.

## Synopsis
Lors d'un séjour dans leur maison de campagne, Solange (Jeanne Ferron), une sexagénaire annonce à ses trois filles et sa petite-fille Zouzou (Anouk Delbart) qu'elle a un homme dans sa vie.

## Fiche technique
Sauf indication contraire, les informations mentionnées dans cette section peuvent être confirmées par la base de données cinématographiques IMDb,  présente dans la section « Liens externes ».
- Titre : Zouzou
- Réalisation : Blandine Lenoir
- Scénario : Blandine Lenoir et Jean-Luc Gaget
- Photographie : Kika Ungaro
- Montage : Stéphanie Araud
- Musique : Bertrand Belin
- Production : Nicolas Brevière, en association avec Mathieu Bompoint, Julien Sultan et Xavier Thibault
- Société de production : Local Films
- Société de distribution : Happiness Distribution
- Pays d’origine :  France
- Langues originales : français et anglais
- Genre : comédie
- Durée : 82 minutes
- Dates de sortie:
  - France : 24 décembre 2014

## Distribution
- Olivier Broche : Jean-Claude Rabette
- Laure Calamy : Lucie
- Jeanne Ferron : Solange
- Nanou Garcia : Brenda Nelson
- Sarah Grappin : Marie
- Florence Muller : Agathe
- Philippe Rebbot : Frédo
- Antoine Bechon : Théo
- Anouk Delbart : Zouzou
- Blandine Lenoir : la mère de Lisette
- Jean-Luc Gaget : le barman

## Production
Zouzou a été filmé à Aubeterre-sur-Dronne, en Charente.[réf. nécessaire]

## Analyse
Le film se revendique clairement féministe, tant dans les dialogues que dans les livres que les personnages lisent dans le film (dont L'Ennemi principal de Christine Delphy). Le générique mentionne plusieurs personnalités ou mouvements féministes dans ses remerciements : Christine Delphy, Suzy Rotjman (porte-parole du Collectif national pour les droits des femmes) ou encore le groupe La Barbe.